# Janko Messner
Janko Messner [jánko mésner], avstrijski koroškoslovenski pisatelj, pesnik, dramatik, esejist, publicist in prevajalec, * 13. december 1921, Dob (nemško Aich) pri Pliberku, avstrijska Koroška, † 26. oktober 2011, Celovec.
Njegov sin Mirko Messner je politik, slavist in publicist. Njegova vnukinja Elena Messner je pisateljica, urednica in literarna raziskovalka.

## Življenje
Messner je bil leta 1942 mobiliziran v Wehrmacht, kjer je služil v t. i. »kazenskem bataljonu«. Po vrnitvi domov so ga angleške okupacijske oblasti 1945 zaprle. Pobegnil je v Jugoslavijo in na Ravnah na Koroškem končal gimnazijo ter leta 1949 v Ljubljani na Filozofski fakulteti diplomiral iz slavistike. Po diplomi je bil profesor na gimnaziji na Ravnah na Koroškem, leta 1955 se je vrnil v Avstrijo, kjer je bil več let nezaposlen; od 1963 do 1980 je poučeval na slovenski gimnaziji v Celovcu. Leta 1973 je bil med pobudniki solidarnostnega komiteja za pravice koroških Slovencev. Leta 1978 je za književno pričevanje na avstrijskem Koroškem prejel nagrado Prešernovega sklada, ter 1992 za dvojezično literarno ustvarjanje najvišje avstrijsko odlikovanje avstrijski častni križ.

## Literarno delo
Pisati je začel kmalu po osvoboditvi, a se je pojavljal v časopisu le kot publicist, zraven tega je v 1950-ih in 1960-ih prevajal sodobno slovensko liriko in prozo v nemščino. Njegovo delo je posvečeno tistemu delu koroških Slovencev, ki so po porazu nacizma ostali pod Avstrijo kljub žrtvam med drugo svetovno vojno in kljub zahtevam, da se združijo s Slovenci v matični domovini.
Messner se je kot pripovednik uveljavil šele v zrelih letih z avtobiografsko obarvanimi črticami in novelami, zlasti pa s politično kritičnimi besedili, ki podčrtujejo groteskno, parodistično in satirično občutje človeka in kulturnega delavca, ki živi s svojo rodno pokrajino in njenimi ljudmi. Njegovo esejistično razmišljujočo prozo označujejo razgibana, bogata domišljija, mojstrsko obladovanje izraza, jedkost in sarkazem.
- Morišče Dravograd, Slovenski knjižni zavod, Ljubljana 1946 (pod psevdonimom Ivan Petrov)
- Zweisprachigkeit - Politik oder Kultur? Celovec 1958
- Koroške razglednice (Ansichtskarten von Kärnten), Maribor 1970
- Skurene storije, Maribor 1971
- Iz dnevnika Pokržnikovega Lukana, Kladivo, Dunaj 1974
- Zasramovanci --- združite se!, Ljubljana, Partizanska knjiga 1974
- Buteljni pa tabu, Slovenj Gradec, Literarni klub - Kulturna skupnost 1975
- Kärntner Heimatbuch, Trst, Založništvo tržaškega tiska 1980
- Kritike in polemike : 1974-1981, Celovec, Klub Prežihov Voranc 1981
- Živela Nemčija! - iz dnevnika od 14.3.1938 do 21.1.1941, Celovec-Ljubljana, Drava-Partizanska knjiga 1988
- Der Meldezettel : Kärtner Triptychon II, Ottensheim/Donau, Edition Thanhäuser 1991
- Schwarzweiße Geschichten, Celovec, Drava 1995
- Kadar nam Drava nazaj poteče, Koroški jaz domovina porečem, Celovec, Drava 1997
- Aus dem Tagebuch des Pokrznikov Luka, Celovec 1998
- Grüß Gott - Slowenenschwein, Celovec, Drava 2003

Poleg naštetih del je Messner napisal še dramski besedili Pogovor v maternici koroške Slovenke (skupaj z D. Jovanovićem in T. Šalamunom, uprizorjeno 1976) in Obračun (upr. 1992), televizijsko dramo Vrnitev (posneto 1976) ter satirično pesniško zbirko Fičafajke grejo v hajke (1980) ter Pesmi in puščice (1991) in dvojezično pesniško zbirko Nikaragva moja ljubljena (Nicaragua mein geliebtes, 1991) in trojezični Kärntner Triptychon - Koroški triptih - Trittico Carniziano (1990).